# Gasstreit im Mittelmeer
Der Gasstreit im Mittelmeer ist ein Konflikt um fossile unterseeische Ressourcen, hauptsächlich Erdgas, vor der zyprischen Küste. Seit den 2000er Jahren kommt es zu Konflikten um den Zugang zwischen der EU (insbesondere der Republik Zypern und Griechenland) und der Türkei. Der Gasstreit ist Teil des Zypernkonfliktes sowie des Grenzkonflikts zwischen Griechenland und der Türkei.

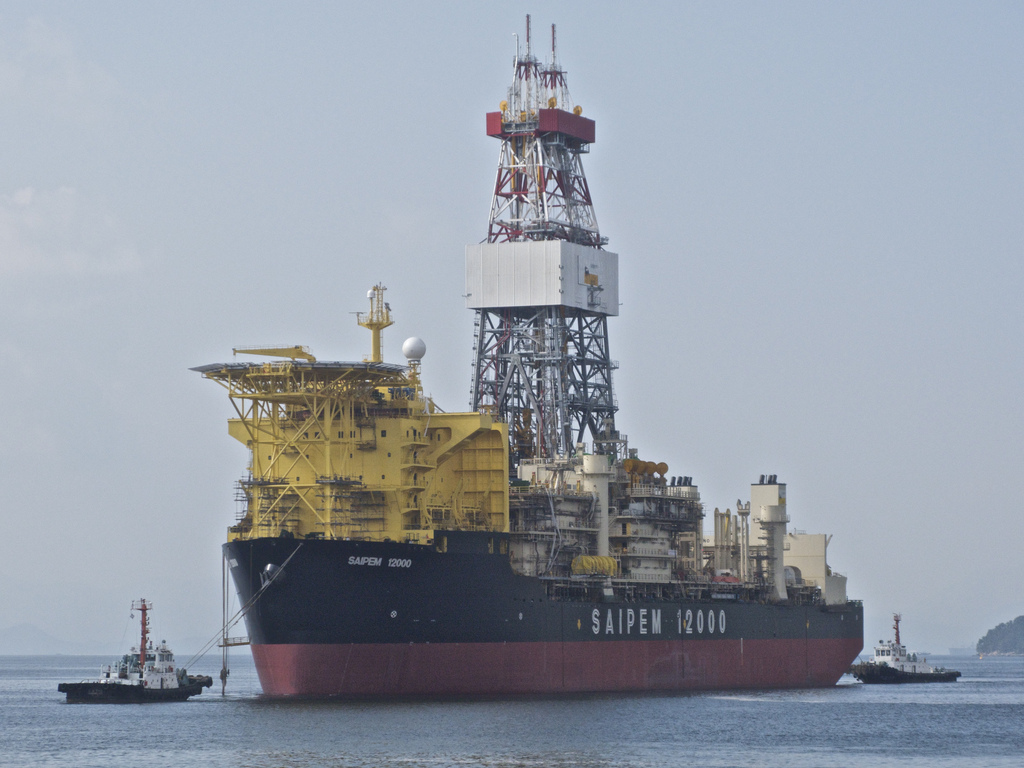
Das Bohrschiff Saipem 12000 wurde im Februar 2018 im Auftrag des Energiekonzerns ENI im Gebiet 3 der zyprischen AWZ eingesetzt. Schiffe der türkischen Marine verhinderten jedoch, dass sich die Saipem 12000 dem Gebiet nähern konnte.

## Geologie
Der U.S. Geological Survey bezifferte in einer Studie von 2010 ein Vorkommen von 3,45 Billionen m³ (122 Billionen Kubikfuß) Erdgas und 270 Millionen m³ (1,7 Milliarden Barrel) Erdöl im Levantischen Becken. Das in diesem Seebecken im Levantischen Meer lagernde Erdgas könnte den Energiebedarf der direkten Anrainerstaaten, zu denen Syrien, Israel, Libanon, und Zypern zählen, für viele Jahrzehnte decken. Das bis 2013 größte bekannte dieser Erdgasfelder ist mit 510 Milliarden m³ (18 Billionen Kubikfuß) das in Israel liegende Leviathan, während die U.S. Energy Information Administration für das in Zypern verortete Erdgasfeld Aphrodite 200 Milliarden m³ (7 Billionen Kubikfuß) als Schätzung angibt.

## Geopolitische Ausgangssituation
Die Mittelmeerinsel Zypern ist seit einem Konflikt im Jahr 1974, der in der Landung türkischer Streitkräfte im Rahmen der Operation Atilla gipfelte, in einen griechischsprachigen Süden – die Republik Zypern, seit 2004 EU-Mitglied – und einen türkisch besetzten Norden – die ausschließlich von der Türkei anerkannte Türkische Republik Nordzypern – geteilt (siehe Zypernkonflikt). 
Das Seerechtsübereinkommen der Vereinten Nationen (UN) legt für Küstenländer eine Ausschließliche Wirtschaftszone (AWZ) fest, die über die Hoheitsgewässer eines Landes hinausreicht. Demnach hat ein Staat in einer 200-Meilen-Zone das alleinige Recht zur Ausbeutung von Bodenschätzen. Völkerrechtlich untersteht nach wie vor die gesamte Insel der Republik Zypern. Damit ist auch die gesamte AWZ Teil der Republik Zypern.
Die Türkei hat das Seerechtsabkommen der UN jedoch nie unterschrieben. Allerdings können die Bestimmungen des Seerechtsübereinkommens auch für sie als geltendes Völkergewohnheitsrecht angesehen werden. Die Türkei argumentiert, dass Inseln keine AWZ haben, und sieht ihre Gasforschung daher als legitim an. Die Türkei sieht stattdessen die Küstenlinie der Festlandmasse im östlichen Mittelmeer als ausschlaggebend an. Auf dieser Grundlage beansprucht die türkische Regierung einen Teil der Seefläche als ihre AWZ und damit auch die dortigen Gasvorkommen, da sie ihrer Ansicht nach auf dem türkischen Kontinentalschelf liegen. Die Türkei fordert eine Beteiligung der international nicht anerkannten Türkischen Republik Nordzypern an den Einnahmen aus den Gasvorkommen.
Die schwierige nationalstaatliche Konstellation um das geteilte Zypern und das komplexe Seerecht machen die juristische Bewertung der Situation schwierig. Die Gas-Explorationsfelder um Zypern liegen alle südlich der Insel. Um die nordwestlichen Abschnitte dieser Felder gibt es die Territorialkonflikte. Die Entdeckung großer Erdgasvorkommen im östlichen Mittelmeer wirkte sich auf die bereits untereinander bestehenden Konflikte der Anrainerstaaten insgesamt aus. Dazu gehören neben dem Zypernkonflikt auch der historische Grenzkonflikt zwischen Griechenland und der Türkei sowie der Nahostkonflikt.

## Entwicklung
Vertreter Griechenlands, der Republik Zypern, Israels und Ägyptens trafen sich Mitte Januar 2019 zu einem ersten Dialogforum über eine künftige Pipeline für den Erdgas-Export, die Eastern Mediterranean Gas Pipeline; die Trasse soll nach ersten Planungen in den ägyptischen Offshore-Gasfeldern starten und in der EU enden. Auch nahmen Vertreter Jordaniens, Italiens und der Palästinensischen Autonomiebehörde, nicht jedoch der Türkei teil.
Die zyprische Regierung in Nikosia schloss in den Jahren bis 2019 Förderverträge mit mehreren großen Energiekonzernen, darunter ExxonMobil, Total und Eni über die Förderung von Erdgas in ihren Gewässern ab. Die türkische Regierung bestreitet, dass Vertreter der Republik Zypern Verträge über die Nutzung in der gesamten zyprischen AWZ schließen können.
Die Türkei entsandte im Sommer 2019 drei Bohr- und Forschungsschiffe, darunter die Yavuz, in die zyprische AWZ. Dazu erklärte der türkische Außenminister Mevlüt Çavuşoğlu, der zyprische Präsident Nikos Anastasiadis habe den türkischen Zyprioten ein Recht auf Bodenschätze zugestanden. Dieser Akt wurde von der EU als illegal eingestuft. Versuche des Regierungschefs der türkischen Zyprer, Mustafa Akıncı, den Streit zu schlichten, blieben erfolglos. Er schlug vor, beide zyprischen Staatsgebilde sollten gemeinsam die Bodenschätze erforschen und heben. Die Vereinten Nationen sollten das entsprechende Komitee überwachen und die EU sollte den Prozess beobachten. Die Türkei unterstützte diesen Vorschlag.
Im Juli 2019 verhängten die EU-Außenminister Strafmaßnahmen gegen die Türkei in Form von Kürzungen von EU-Geldern und einem Verhandlungsstopp über ein Luftverkehrsabkommen. Im November 2019 schufen die EU-Außenminister zudem einen rechtlichen Rahmen für Sanktionen gegen Personen, Unternehmen oder Institutionen, die an den türkischen Bohrungen im Mittelmeer beteiligt sind; so könnten Vermögenswerte eingefroren werden und betroffenen Personen eine Einreise in die EU verweigert werden. Im Februar 2020 wurden im Gasstreit erstmals solche Sanktionen gegen Einzelpersonen verhängt.
Im August 2020 entsandte die Türkei das Forschungsschiff Oruç Reis in die Region nahe der griechischen Insel Kastelorizo, um dort nach Gasvorkommen zu suchen. Es wurde dabei von mehreren Kriegsschiffen der türkischen Marine begleitet. In Reaktion darauf verstärkte Frankreich in Solidarität mit Griechenland seine Militärpräsenz im östlichen Mittelmeer. Die EU-Außenminister forderten die Türkei Mitte August 2020 abermals auf, die Erkundungen in griechischen Gewässern unverzüglich einzustellen, worauf der türkische Präsident Recep Tayyip Erdoğan antwortete, man werde niemals Zugeständnisse bei eigenem Land, Souveränität und Interesse machen; die Türkei werde sich nehmen, was ihr zustehe. Der deutsche Außenminister Heiko Maas versuchte unterdessen mit einer Visite in Ankara und Athen zu vermitteln. Im September 2020 beendete die Oruç Reis die Erkundungen.
Vor dem Hintergrund des Gasstreits begannen Griechenland, Frankreich, Italien, Zypern und die Vereinigten Arabischen Emirate im August 2020 eine gemeinsame Militärübung im östlichen Mittelmeer vor der Küste Kretas. Die Parteinahme von Frankreich und Italien zu Gunsten von Zypern ergab sich aus den bereits geschlossenen Förderverträgen Zyperns mit der französischen Firma Total und der italienischen Firma Eni. Die Parteinahme seitens der Emirate hingegen ist den unterschiedlichen Interessen im Bürgerkrieg in Libyen geschuldet.
Am 28. August 2020 kündigte die Europäische Union nach einer Sitzung der Außenminister ihrer Mitgliedstaaten durch ihren Außenbeauftragten Josep Borrell Sanktionen an, sollte die Türkei nicht einlenken. Diese könnten auf dem EU-Sondergipfel am 24. September verhängt werden. Man wolle erreichen, dass die Aktivitäten beendet werden, die die EU als illegal ansehe. „Wir listen Persönlichkeiten auf, wir können eventuell auch auf bestimmte Vermögenswerte oder Schiffe zugreifen“, erklärte Borrell. Man könne zudem ein Verbot für die Nutzung von EU-Häfen oder Sanktionen aussprechen, die für die Energieversorgung der Türkei wichtig seien.
Am 29. August 2020 erklärte die Türkei in einer speziellen Mitteilung an die Seeschifffahrt, dass nordwestlich von Zypern ein zweiwöchiges Marinemanöver mit Schießübungen beginne.
Ende September, Anfang Oktober 2020 vereinbarten die Türkei und Griechenland einen Schlichtungsmechanismus, der unter anderem eine Hotline vorsieht, um militärische Zwischenfälle zu verhindern. Nachdem das türkische Erkundungsschiff Oruç Reis Erkundungen im September beendet hatte, nahm sie diese Erkundungen im östlichen Mittelmeer Mitte Oktober 2020 unter Protest Griechenlands und unter der Kritik von dem EU-Außenbeauftragten Josep Borrell wieder auf. Der Einsatz ist bis zur letzten Oktoberwoche geplant.[veraltet]
Nach fünfjähriger Pause nahmen Griechenland und die Türkei am 25. Januar 2021 wieder Sondierungsgespräche zur Beilegung des Erdgasstreits auf. Die insgesamt 61. Runde der Gespräche zwischen den Delegationen beider Länder fand im Dolmabahçe-Palast in Istanbul statt. Zuvor hatte die EU der Türkei neue Sanktionen angedroht, sollte diese den Konflikt weiter eskalieren lassen.